# Lemmecourt
Lemmecourt est une commune française située dans le département des Vosges en région Grand Est.

## Géographie

### Localisation

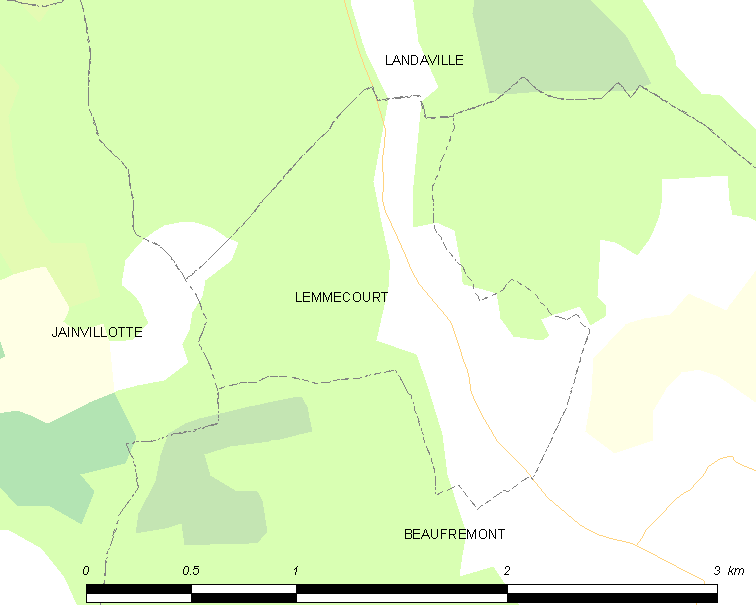
Commune de Lemmecourt

La commune est située à 13 km, par la route, au sud de Neufchâteau, chef-lieu d'arrondissement et sous-préfecture des Vosges, et à 64 km à l'ouest d'Épinal, préfecture des Vosges. Le Massif des Vosges s'élève à environ 70 km à vol d'oiseau de la commune, la mer la plus proche est la Manche, à environ 380 km.
Le village de Lemmecourt est implanté au flanc d'une colline orientée vers le sud-ouest. Dans sa partie basse, il rejoint un petit ruisseau portant le nom de Petit Bani. Ce ruisseau traverse le territoire communal du sud vers le nord. Il sépare le village d'une ferme construite sur le versant opposé de la vallée. Un bon tiers nord-ouest de la commune est recouvert d'une forêt se prolongeant bien au-delà des limites de la commune. La partie forestière se trouvant sur le territoire de Lemmecourt se nomme la forêt des Champs Liégea.
Lemmecourt se situe sur l'axe routier, D 22, entre Landaville et Beaufremont. Il est important de noter la présence des étangs entre Lemmecourt et Beaufremont. La pêche était importante mais règlementée. Aujourd'hui il ne reste qu'un étang, celui de Lemmecourt

### Communes limitrophes
|              | Landaville |             |
| Jainvillotte | Lemmecourt |             |
|              |            | Beaufremont |

### Géologie et relief
La commune se compose de 1,71 hectares de territoires artificialisés (0,92 %), 82,69 hectares de territoires agricoles (44,70 %) et 100,20 hectares de forêts et milieux semi-naturels (54,16 %).
Espaces naturels :
- Trois zones naturelles d'intérêt écologique, faunistique et floristique (Znieff) :

Pays de Neufchâteau,
Ruisseau Le Petit Bany de Beaufremont à Landaville,
Butte entre Landaville et Beaufremont.
Le territoire de la commune de Lemmecourt est situé en limite de la zone géographique des côtes et plateaux des Vosges. Il a une superficie de 178 hectares. Le point le plus bas est situé à la limite nord de la commune, à une altitude de 347 m, et le point le plus haut est situé dans la forêt à la limite ouest de la commune, à une altitude de 442 m. Ce territoire peut être découpé en trois grandes unités :
- Le village, constitué d'un ensemble de bâtiments regroupés sur le flanc d'une petite colline. Ces constructions sont entourées principalement de vergers constitués d'arbres fruitiers comme le mirabellier, le prunier ou le pommier.
- En partie sud, de part et d'autre du ruisseau et sur le flanc de la colline au sud-est, se trouvent des prairies agricoles permanentes ainsi que quelques champs céréaliers.
- Au nord et à l'est, se trouve une grande zone boisée composée principalement de feuillus. Les zones forestières occupent près de la moitié du territoire communal et appartiennent en grande partie à la commune. La forêt est habitée de nombreux sangliers et de chevreuils notamment.

Du point de vue géologique, les hauteurs boisées de Lemmecourt sont constituées de roches calcaires datant du Bajocien inférieur et moyen. Le sous-sol de la prairie est composé d'argile avec quelques traces de minerais de fer oolithique. Des alluvions récentes composent les berges du ruisseau. La commune ne présente pas de faille d'envergure.

### Hydrographie et les eaux souterraines
Hydrogéologie et climatologie : Système d’information pour la gestion des eaux souterraines du bassin Rhin-Meuse :
Territoire communal : Occupation du sol (Corinne Land Cover); Cours d'eau (BD Carthage),
Géologie : Carte géologique; Coupes géologiques et techniques,
 Hydrogéologie : Masses d'eau souterraine; BD Lisa; Cartes piézométriques.
La commune est située dans le bassin versant de la Meuse au sein du bassin Rhin-Meuse. Elle est drainée par le ruisseau de Lemmecourt,.

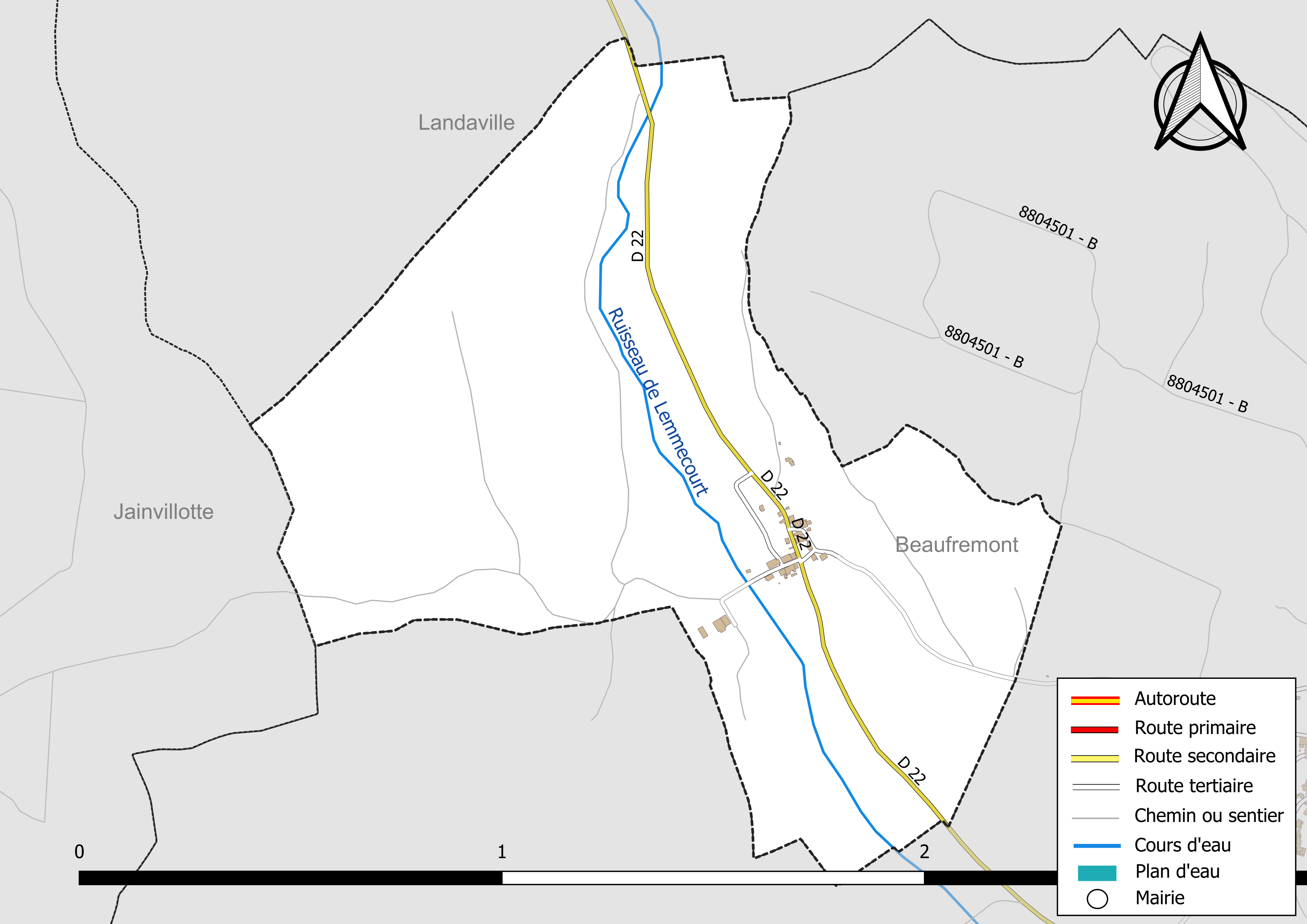
Réseaux hydrographique et routier de Lemmecourt.

La qualité des eaux de baignade et des cours d’eau peut être consultée sur un site dédié géré par les agences de l’eau et l’Agence française pour la biodiversité.

### Climat
Pour des articles plus généraux, voir Climat du Grand Est et Climat des Vosges.
En 2010, le climat de la commune est de type climat de montagne, selon une étude du Centre national de la recherche scientifique s'appuyant sur une série de données couvrant la période 1971-2000. En 2020, Météo-France publie une typologie des climats de la France métropolitaine dans laquelle la commune est exposée à un climat océanique altéré et est dans la région climatique  Lorraine, plateau de Langres, Morvan, caractérisée par un hiver rude (1,5 °C), des vents modérés et des brouillards fréquents en automne et hiver. 
Pour la période 1971-2000, la température annuelle moyenne est de 9,1 °C, avec une amplitude thermique annuelle de 16,7 °C. Le cumul annuel moyen de précipitations est de 1 030 mm, avec 13,6 jours de précipitations en janvier et 9,3 jours en juillet. Pour la période 1991-2020, la température moyenne annuelle observée sur la station météorologique de Météo-France la plus proche, « St Ouen-lès-Parey_sapc », sur la commune de Saint-Ouen-lès-Parey à 9 km à vol d'oiseau, est de 10,0 °C et le cumul annuel moyen de précipitations est de 806,8 mm. 
La température maximale relevée sur cette station est de 39,4 °C, atteinte le 25 juillet 2019 ; la température minimale est de −22 °C, atteinte le 20 décembre 2009,,. 
Les paramètres climatiques de la commune ont été estimés pour le milieu du siècle (2041-2070) selon différents scénarios d'émission de gaz à effet de serre à partir des nouvelles projections climatiques de référence DRIAS-2020. Ils sont consultables sur un site dédié publié par Météo-France en novembre 2022.

## Urbanisme

### Typologie
Au 1er janvier 2024, Lemmecourt est catégorisée commune rurale à habitat très dispersé, selon la nouvelle grille communale de densité à sept niveaux définie par l'Insee en 2022.
Elle est située hors unité urbaine. Par ailleurs la commune fait partie de l'aire d'attraction de Neufchâteau, dont elle est une commune de la couronne,. Cette aire, qui regroupe 72 communes, est catégorisée dans les aires de moins de 50 000 habitants,.

### Occupation des sols
L'occupation des sols de la commune, telle qu'elle ressort de la base de données européenne d’occupation biophysique des sols Corine Land Cover (CLC), est marquée par l'importance des forêts et milieux semi-naturels (54,2 % en 2018), une proportion sensiblement équivalente à celle de 1990 (55 %). La répartition détaillée en 2018 est la suivante : 
forêts (54,2 %), prairies (44,8 %), mines, décharges et chantiers (1 %). L'évolution de l’occupation des sols de la commune et de ses infrastructures peut être observée sur les différentes représentations cartographiques du territoire : la carte de Cassini (XVIIIe siècle), la carte d'état-major (1820-1866) et les cartes ou photos aériennes de l'IGN pour la période actuelle (1950 à aujourd'hui).

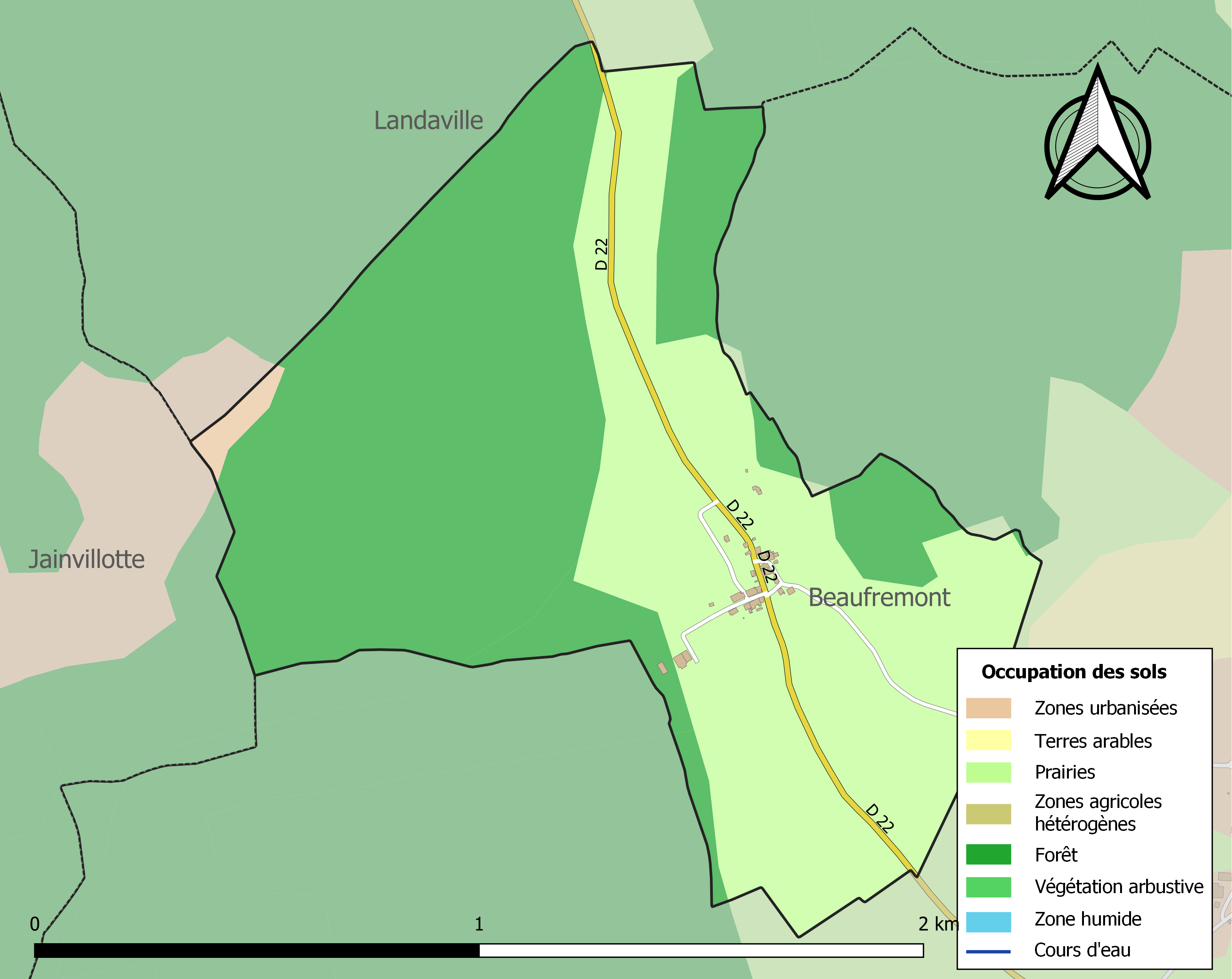
Carte des infrastructures et de l'occupation des sols de la commune en 2018 (CLC).

### Voies de communications et transports

#### Voies routières
- A31 (aussi appelée autoroute de Lorraine-Bourgogne). Échangeur Bulgnéville, Châtenois, Robécourt.

#### Transports en commun

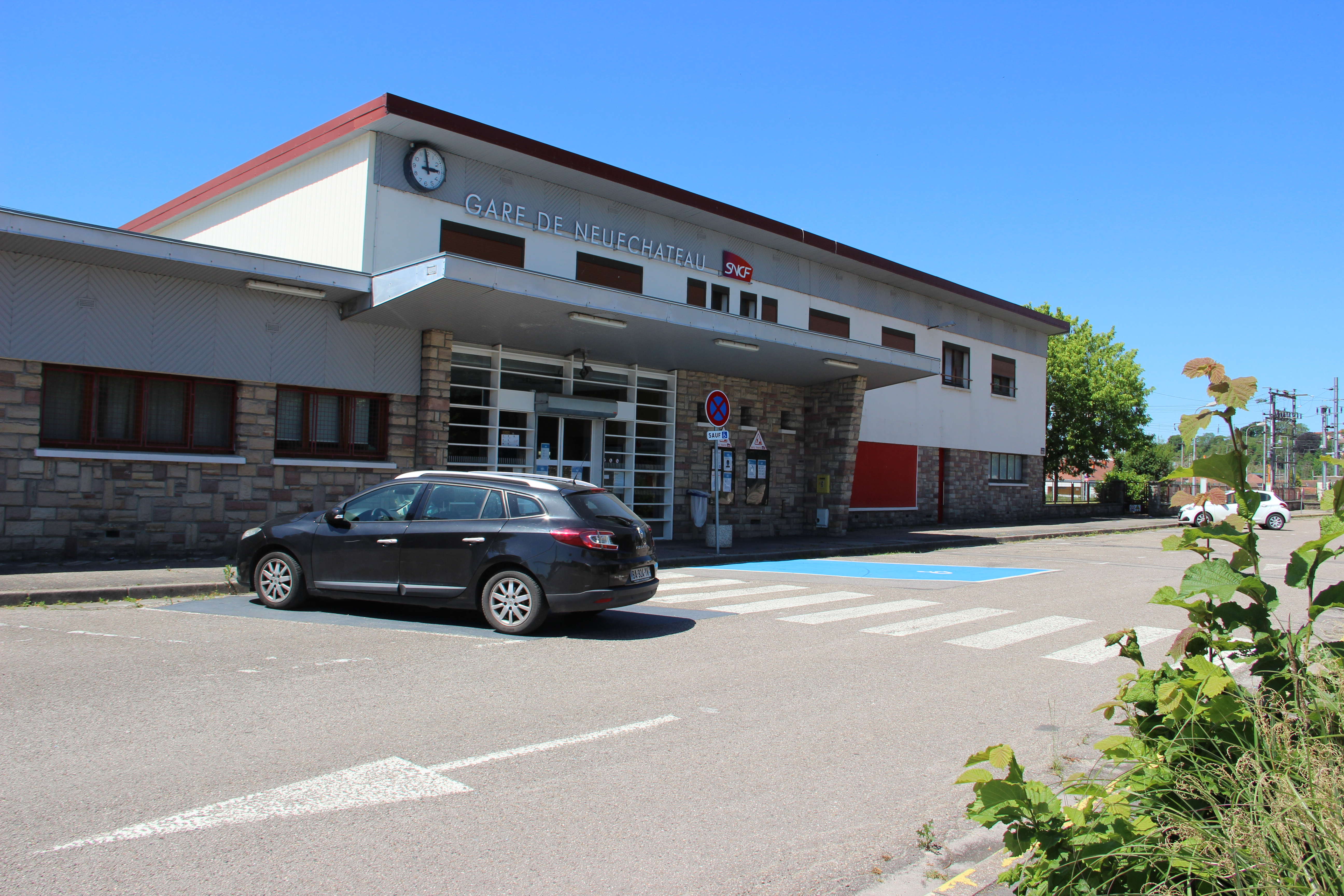
Gare de Neufchâteau.

- Fluo Grand Est.

#### Lignes SNCF
- Gare de Neufchâteau
- Gare de Contrexéville
- Gare de Vittel
- Gare de Merrey

#### Transports aériens
- L'Aéroport d'Épinal-Mirecourt « Vosges Aéroport ».

À partir de l'été 2021, l’aéroport d’Épinal-Mirecourt est devenu le "pélicandrome" de la Zone Est et servira ainsi de base de ravitaillement et d’intervention pour les avions bombardiers d’eau connus sous le nom de Dash 8.
- Aérodrome de Langres - Rolampont.

## Toponymie
Le nom de la localité est attesté sous les formes Leimmecort (1302) ; Lambecourt (1332) ; Lamecourt (1484) ; Lemerecourt (1664) ; Lemecourt ou Lemocourt (1711) ; Lemmecuria (1768).

## Histoire
Les traces des premières habitations à Lemmecourt remontent à l'époque de la préhistoire. L'axe de la communication gallo-romaine entre Bulgnéville et la plaine des Vosges passait par Malaincourt, Roncourt, Beaufremont, Lemmecourt et Landaville-le-Bas, par la route des soldats (toujours nommée ainsi) allant vers Tilleux et Certilleux et empruntant le chemin des grottes de l'enfer menant à Rebeuville pour arriver à Neufchâteau. Les recherches archéologiques ont permis de retrouver en forêt des Champs Liégea, des murs, des murs-couloirs, des tombeaux recouverts de pierres sèches (tumuli) et un dolmen.
Ultérieurement, le village dépendait de la baronnie de Beaufremont et le droit de patronage appartenait au seigneur de Beaufremont. Le droit de patronage est l'ensemble des privilèges et charges qui, en vertu d'une concession de l'église, appartiennent au fondateur catholique d'une église, chapelle ou bénéfice ou à leur ayant cause.
En 1635, durant la guerre de Trente Ans, les Suédois détruisent la totalité du haut du village.
En 1821, un important incendie dans la partie basse ravage la moitié du village. La mairie et l'école furent construites en 1842. Progressivement le village s'est reconstruit.

### L'église
L'église Saint-Evre date du XVe siècle a été restaurée en 1852, mais des anciens murs d'une largeur d'un mètre dateraient de l'époque romaine.
Avant la Révolution Lemmecourt était une paroisse. Le curé percevait le tiers de la grosse dîme et toute la menue, les châtelains de Beaufremont les deux autres tiers.
Trois curés se sont succédé durant la Révolution :
- Pierre Léopold Baudot (décédé le 4 mars 1832) ;
- Jean-Claude Girot,  dit "le père Victorin" ;
- Dominique Girot, dit "le père Sigisbert".

Ce dernier, forte personnalité, né à Auzainvillers le 17 janvier 1760, est le frère du précédent. Ce dernier fit appel à lui pour le remplacer lorsqu'il tomba malade.

### Le calvaire
Un habitant fit ériger ce calvaire en reconnaissance, à l'endroit où coulait une source à laquelle il attribua sa guérison de la rage qu'il attribua à l'eau de la source.

### La grotte de Chèvre-Roche de Landaville
La commune de Lemmecourt joua un rôle non négligeable durant la Révolution pour protéger les prêtres cités ci-dessus. Des gendarmes étaient commandités pour perquisitionner les religieux. Les habitants de Lemmecourt refusaient l'idée de la Révolution, et sitôt qu'ils apprenaient l'arrivée des gendarmes, s'armaient d'un fusil, d'une fourche, d'une hache, etc., et couraient au devant des gendarmes pour leur barrer le passage. Face à cette population hostile, les gendarmes s'en retournaient afin éviter des coups mortels et déclaraient à leur retour au district n'avoir rien trouvé ! Durant la Révolution, Lemmecourt est peut-être le seul village, excepté les villages de la Vendée, où les gendarmes n'aient pu pénétrer pour arrêter des prêtres. 
Le père Sigisbert et son frère le père Victorin se réfugièrent régulièrement à Lemmecourt et trouvèrent asile particulièrement chez Joseph Vautrin (Votrin) et Jean-Joseph Henriot. Quand il n'était pas possible de cacher les prêtres dans le village, ceux-ci se réfugiaient dans la grotte de Chévre-Roche située sur la commune de Landaville. Cette grotte était aussi le refuge des curés de Landaville, de l'abbé Étienne, curé de Rouvres-la-Chétive, du curé M. Berulot d'Aulnois et ex-vicaire de Beaufremont. Les habitants de Landaville et Lemmecourt leur apportaient de la nourriture. 
Avant l'époque de la Révolution, on connaissait à Lemmecopurt la grotte de Chévre-Roche de Landaville, mais on n'y prêtait guère attention. En 1794, le père Victorin se fit conduire dans la journée par un jeune homme, Claude Ruellet. Ils avaient bien emporté de la lumière mais l'air était assez épais et ne se renouvelait pas facilement ; leur lampe s'éteignit pendant qu'ils parcouraient la grotte. Ils passèrent vainement plus de deux heures dans le noir. Puis le père Victorin aperçut une légère lueur qui communiquait à la fente par où ils étaient entrés.  Durant la Révolution des fidèles firent leur première communion dans la grotte de Chévre-Roche de Landaville. On peut citer Marie-Jeanne Maillard, Françoise Liez, Marie-Anne Vautrin.
La grotte de Chèvre-Roche de Landaville et les souvenirs qu'elle rappelle ont eu le don de ranimer la ferveur et d'exciter l'enthousiasme de plus d'un chrétien. Des curés des environs ont conduit en promenade les enfants de leur catéchisme, et ceux-ci comptaient cette visite comme une précieuse récompense.

### Adduction d'eau
L'étang de Lemmecourt a été reconstitué au XXe siècle mais plus en aval que celui qui existait précédemment. La fontaine de Lemmecourt, en parfait état, a été faite par Bussy en Haute-Marne. Entouré de nombreuses sources, Lemmecourt a son propre réseau de distribution d'eau avec une gestion indépendante. 
Le lavoir, un bâtiment avec son abreuvoir pour les animaux, est recouvert d'une belle charpente qui marie complexité et originalité.

## Politique et administration
| Période                                  | Période                    | Identité                    | Étiquette | Qualité           |
| ---------------------------------------- | -------------------------- | --------------------------- | --------- | ----------------- |
| Les données manquantes sont à compléter. |                            |                             |           |                   |
|                                          |                            | Jean Bernard                |           |                   |
| 1979                                     | avril 2014                 | Marcel Thiébaut (1922-2017) |           | Agriculteur       |
| avril 2014                               | En cours (au 25 août 2020) | Laurent Galand              |           | Chauffeur routier |

### Budget et fiscalité 2023

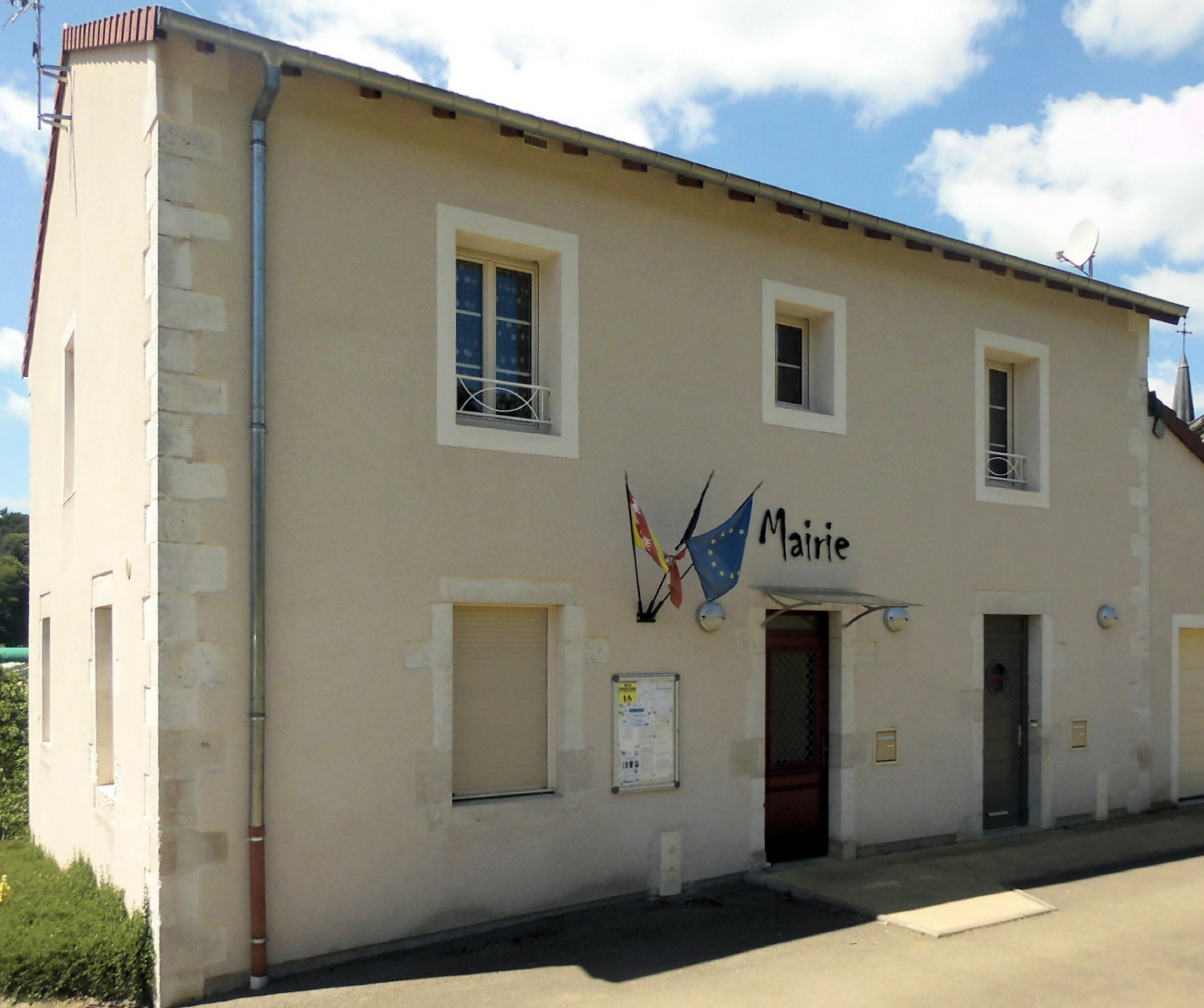
La mairie.

En 2023, le budget de la commune était constitué ainsi :
- total des produits de fonctionnement : 59 000 €, soit 2 113 € par habitant ;
- total des charges de fonctionnement : 53 000 €, soit 1 686 € par habitant ;
- total des ressources d'investissement : 20 000 €, soit 708 € par habitant ;
- total des emplois d'investissement : 2 000 €, soit 59 € par habitant ;
- endettement : 0 €, soit 14 € par habitant.

Avec les taux de fiscalité suivants :
- taxe d'habitation : 23,89 % ;
- taxe foncière sur les propriétés bâties : 39,28 % ;
- taxe foncière sur les propriétés non bâties : 35,95 % ;
- taxe additionnelle à la taxe foncière sur les propriétés non bâties : 0,00 % ;
- cotisation foncière des entreprises : 0,00 %.

Chiffres clés Revenus et pauvreté des ménages en 2021 : médiane en 2021 du revenu disponible, par unité de consommation.

## Économie

### Entreprises et commerces

#### Commerces
- Commerces et services de proximité[31].

## Population et société

### Démographie

#### Évolution démographique
L'évolution du nombre d'habitants est connue à travers les recensements de la population effectués dans la commune depuis 1793. Pour les communes de moins de 10 000 habitants, une enquête de recensement portant sur toute la population est réalisée tous les cinq ans, les populations de référence des années intermédiaires étant quant à elles estimées par interpolation ou extrapolation. Pour la commune, le premier recensement exhaustif entrant dans le cadre du nouveau dispositif a été réalisé en 2006.

En 2022, la commune comptait 24 habitants, en évolution de −20 % par rapport à 2016 (Vosges : −2,96 %, France hors Mayotte : +2,11 %).
| 1793 | 1800 | 1806 | 1821 | 1831 | 1836 | 1841 | 1846 | 1856 |
| ---- | ---- | ---- | ---- | ---- | ---- | ---- | ---- | ---- |
| 76   | 95   | 91   | 103  | 114  | 109  | 125  | 108  | 113  |

| 1861 | 1866 | 1876 | 1881 | 1886 | 1891 | 1896 | 1901 | 1906 |
| ---- | ---- | ---- | ---- | ---- | ---- | ---- | ---- | ---- |
| 107  | 108  | 100  | 92   | 81   | 75   | 73   | 70   | 61   |

| 1911 | 1921 | 1926 | 1931 | 1936 | 1946 | 1954 | 1962 | 1968 |
| ---- | ---- | ---- | ---- | ---- | ---- | ---- | ---- | ---- |
| 51   | 53   | 44   | 36   | 39   | 40   | 40   | 32   | 35   |

| 1975 | 1982 | 1990 | 1999 | 2006 | 2011 | 2016 | 2021 | 2022 |
| ---- | ---- | ---- | ---- | ---- | ---- | ---- | ---- | ---- |
| 28   | 27   | 32   | 35   | 28   | 30   | 30   | 26   | 24   |

### Enseignement
Établissements d'enseignements :
- Écoles maternelles et primaires à Landaville, Rouvres-la-Chétive, Bazoilles-sur-Meuse, Rebeuville, Châtenois,  Harréville-les-Chanteurs.
- Collèges à Châtenois, Neufchâteau, Mandres-sur-Vair, Bourmont-entre-Meuse-et-Mouzon
- Lycées à  Neufchâteau, Mandres-sur-Vair, Contrexéville.

### Santé
Professionnels et établissements de santé :
- Médecins à Châtenois, Bulgnéville, Neufchâteau, Vrécourt, Liffol-le-Grand, Contrexéville.
- Pharmacies à Châtenois, Bulgnéville, Neufchâteau, Liffol-le-Grand, Bourmont, Contrexéville.
- Hôpitaux Neufchâteau, Vittel, Lamarche, Mattaincourt, Mirecourt.

### Cultes
- Culte catholique, Paroisse Saint-Basle-de-la-Plaine[38], Diocèse de Saint-Dié.

## Lieux et monuments

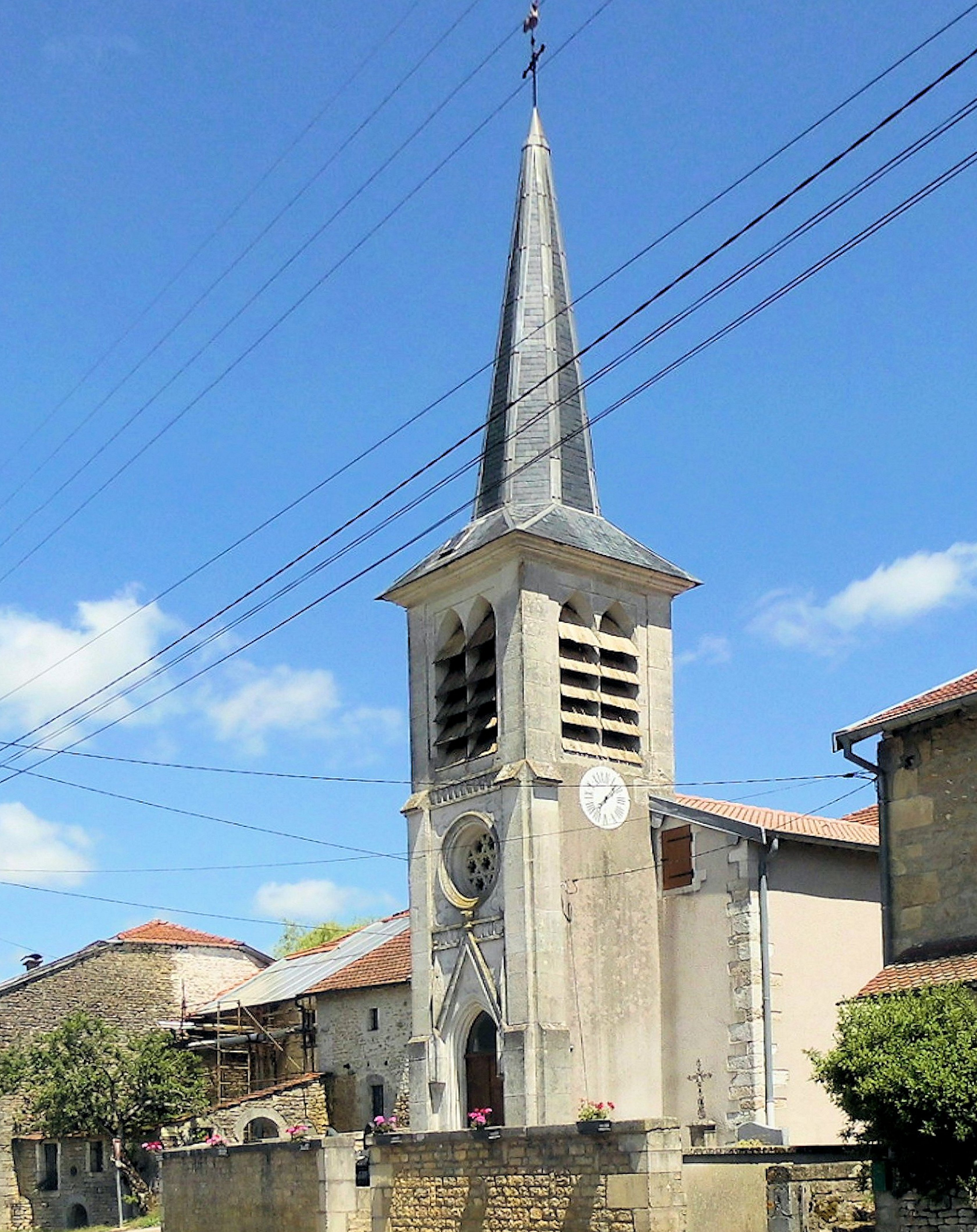
L'église Saint-Evre.
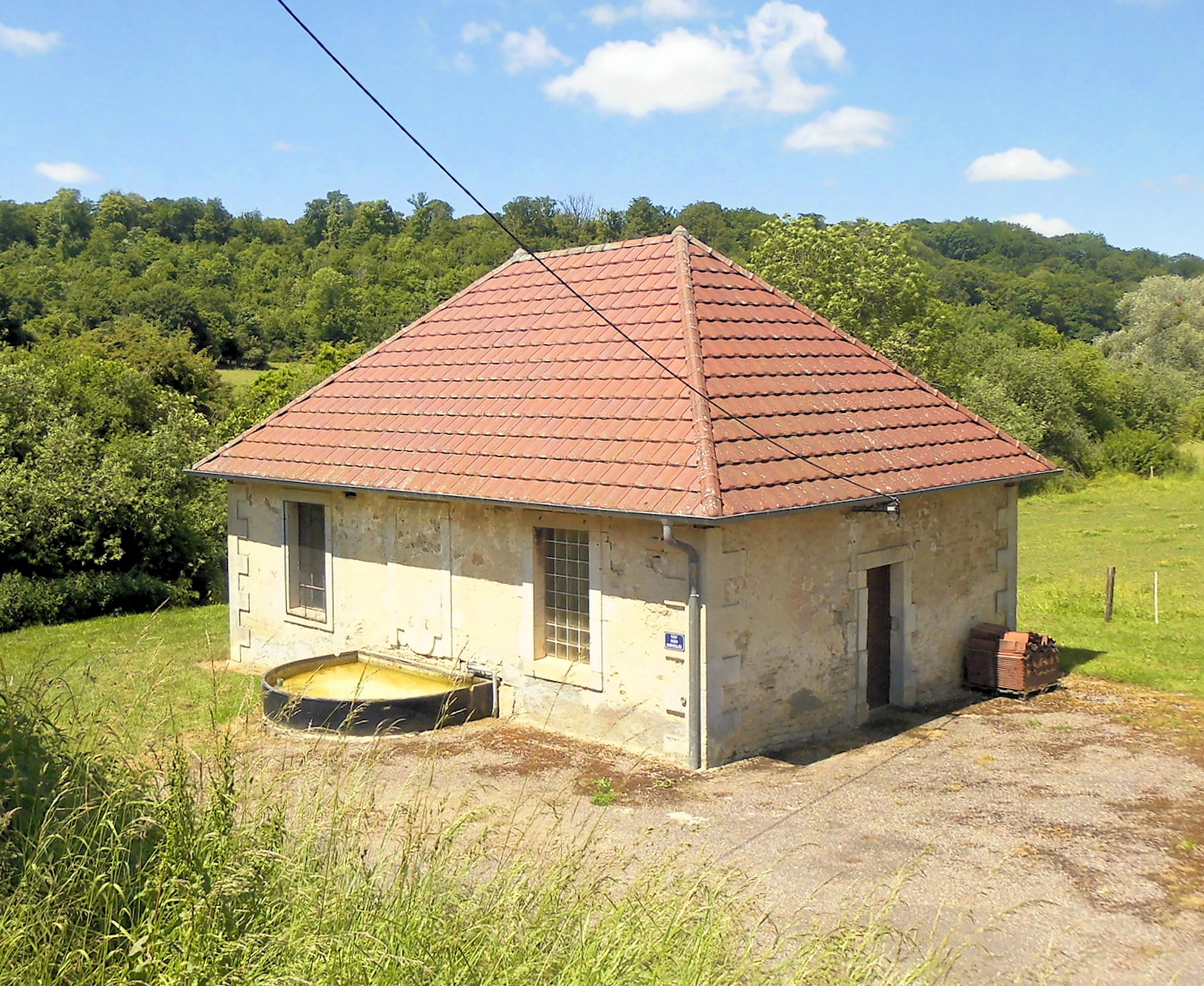
Le lavoir.

- L'église Saint-Evre[39].

Le mobilier de l'église paroissiale Saint-Epvre.
* 2 degrés d'autel, autel, gradin d'autel, tabernacle (maître-autel, autel tombeau).
* tombeau du curé Figrigeon.
* tombeau de madame Roussel.
* degré d'autel, autel, gradin d'autel, retable (autel latéral nord de la Vierge).
* degré d'autel, autel, gradin d'autel, retable (autel latéral sud de Saint-Epvre).
* fonts baptismaux.
* statue : saint Epvre (demi-nature).
* groupe sculpté (demi-nature) : Vierge de Pitié.
* tableau : saint Epvre.
* bannière de procession : saint Epvre.
* bannière de procession : Immaculée Conception.
* bâton de procession (statuette) : saint Epvre.
* patène.
* cloche de 1838.
- Patrimoine rural recensé par le service régional de l'Inventaire général du patrimoine culturel[55].
- Croix monumentale[56].
- Le calvaire, à l'endroit où coulait une source à laquelle était attribuée une guérison.
- Le lavoir-abreuvoir[57].

## Personnalités liées à la commune
- Médaillés de Sainte-Hélène[58].

## Pour approfondir